# Agaricia agaricites
Agaricia agaricites là một loài san hô trong họ Agariciidae. Loài này được Linnaeus mô tả khoa học năm 1758.

## Hình ảnh

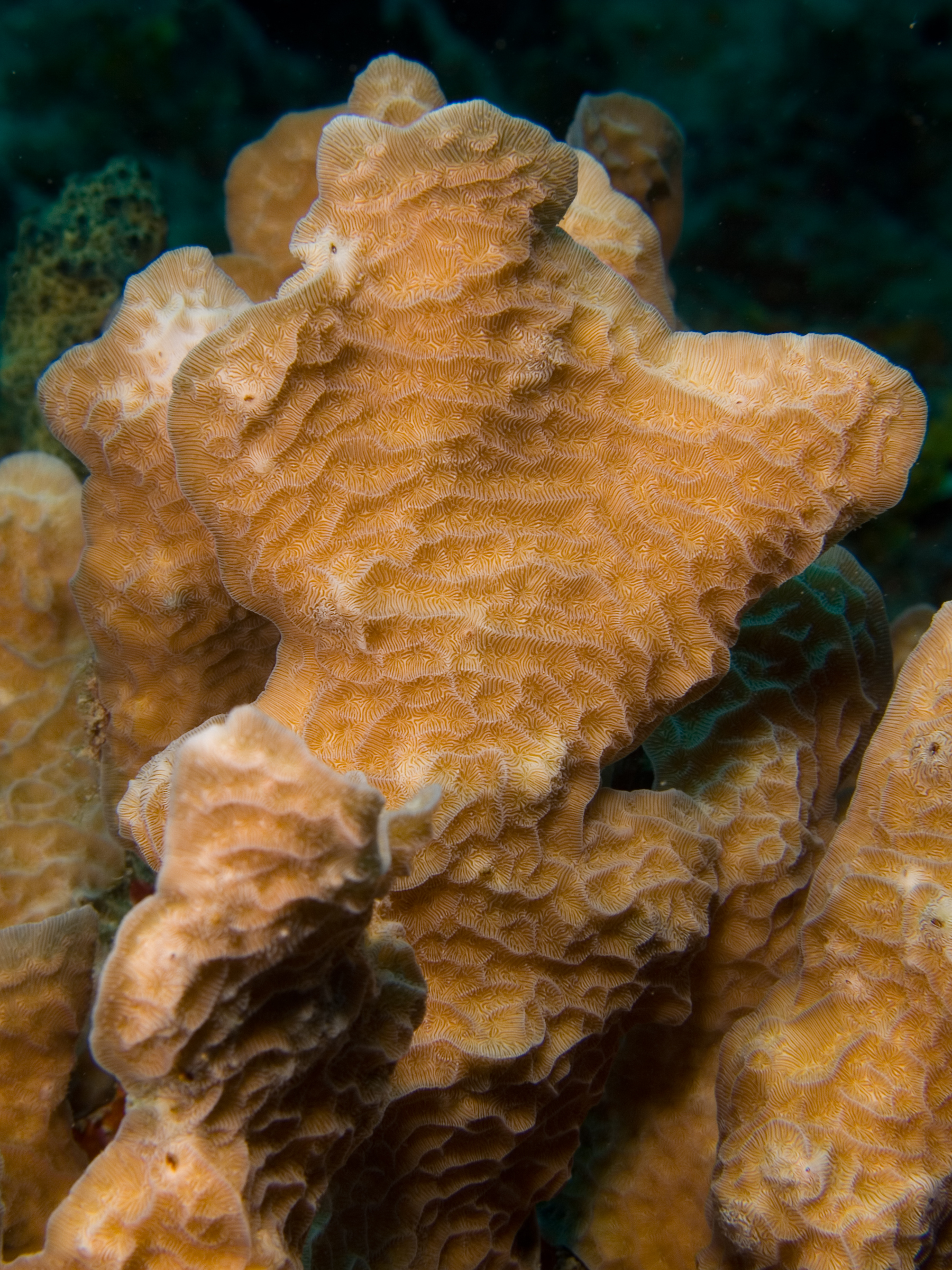